# Ciudad de importancia distrital (Ucrania)

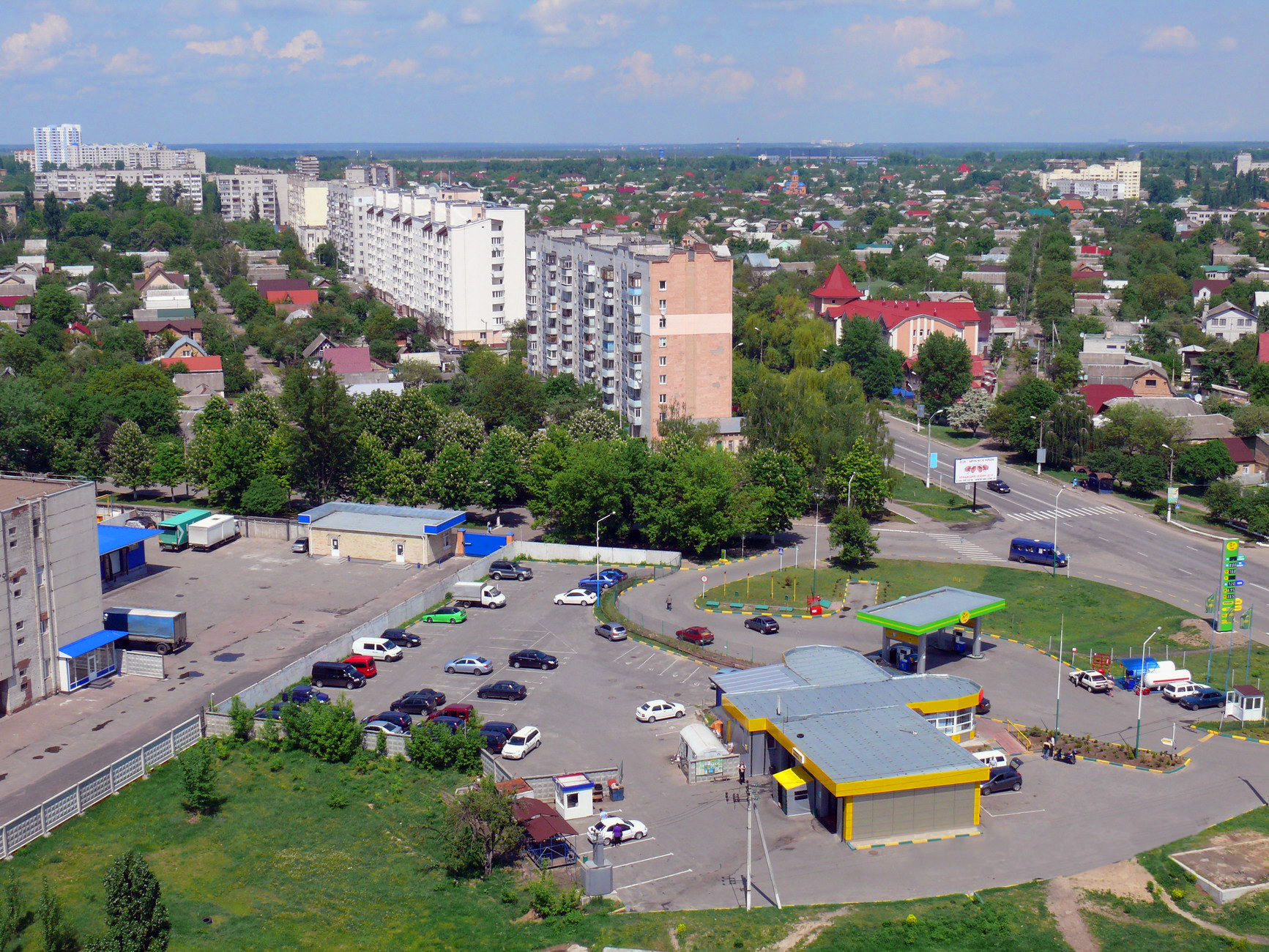
Vista de Bóyarka, la ciudad de importancia distrital más poblada de Ucrania.

En Ucrania hasta 2020, una ciudad de importancia distrital (en ucraniano: місто районного значення, misto raionnoho znachennia) era un tipo de subdivisión administrativa que designaba un gobierno local que, pese a tener carácter urbano (con estatus de ciudad), estaba subordinado a un raión o distrito rural, constituyendo una subdivisión administrativa de tercer nivel, subordinada a una óblast (primer nivel) y a un raión (segundo nivel). Esto las diferenciaba de las ciudades de importancia regional (ciudades que no pertenecían a ningún raión).
Tras la reforma territorial de 2020 que ha creado los nuevos municipios de Ucrania, el término ha quedado obsoleto, ya que las ciudades de importancia regional han desaparecido, al integrarse todas ellas en los nuevos raiones o distritos.

## Historia
Diversos actos normativos de la Verkhovna Rada consideraban a estas localidades como ciudades, siendo la tercera categoría de ciudad en el país tras la ciudad con estatus especial (directamente subordinada a la república) y la ciudad de importancia regional (subordinada a una óblast pero no incluida en un raión). Sin embargo, la disparidad de dichas normas hace que su definición sea imprecisa, aunque su estatus suele deberse a motivos económicos como ser un punto de comunicaciones importante, albergar una destacable industria o tener una atracción histórica o turística.
En 2015 había 276 ciudades de importancia distrital en Ucrania.

## Requisitos y características
En general, la legislación ucraniana atribuía el estatus de "ciudades menores" (en ucraniano: малі міста, mali mista), según definición de la Ley de 4 de marzo de 2005, a aquellos núcleos de población de menos de cincuenta mil habitantes con cierta infraestructura social y económica en su territorio. En este sentido, eran localidades menos desarrolladas que las ciudades de importancia regional pero poseían la capacidad de estructurar sobre sí mismas el desarrollo de la zona rural en la cual se ubicaban.
Un importante número de esas ciudades se estructuraban en torno a importantes empresas industriales, creando la necesidad de mantener un clima económico favorable para la industria. Generalmente, solían ser la capital del raión en el cual se ubicaban, aunque una ciudad de importancia regional que no formaba parte del raión era a veces la sede administrativa externa. Se estima que 22 millones de habitantes, tanto de las zonas urbanas como rurales de Ucrania, mantienen una estrecha relación permanente con estas ciudades de importancia distrital.
La Ley de 7 de febrero de 2002 organizó estas ciudades en cinco categorías:
1. Ciudades adyacentes al centro geográfico de la población local;
2. Ciudades con importante potencial de recreo o salud;
3. Ciudades con importante potencial natural, histórico o cultural;
4. Ciudades que son centros locales de áreas predominantemente rurales;
5. Ciudades con una función singular.

Sin embargo, desde un punto de vista económico, la Ley de 4 de marzo de 2005 las clasificó en siete categorías:
1. Ciudades con función predominantemente industrial;
2. Cruce de vías de transporte;
3. Centros sanatorios, resorts y centros recreacionales;
4. Centros históricos, histórico-artísticos, culturales y turísticos;
5. Centros administrativos de raiones;
6. Centros de negocios de importancia local;
7. Otros centros sociales, culturales o de servicios de importancia local.

## Régimen legal
La Constitución de Ucrania y la legislación del régimen local ucraniano de 1997 definieron a las ciudades como aquellas unidades independientes con una estructura administrativa y territorial propias que gestionan su propio autogobierno, economía y finanzas locales. Sin embargo, esta definición no dejaba claro cuál es el mecanismo para designar a un núcleo de población como ciudad de importancia distrital. El mapa vigente hasta 2020 se basaba en una decisión del Presídium del Sóviet Supremo de la República Socialista Soviética de Ucrania de 12 de marzo de 1981 correspondiendo la competencia para modificar el mapa al parlamento nacional a propuesta de los consejos regionales y locales afectados.
El decreto de 1981 establecía que las localidades habitadas serían designadas como ciudades de importancia distrital si tenían una importante industria regional, utilidades comunitarias y redes económicas, sociales y culturales notables. Además, tenían que tener más de diez mil habitantes, de los cuales no menos de dos tercios deben ser trabajadores, empleados y su familia directa.

## Autogobierno
El gobierno local de las ciudades de importancia distrital correspondía a sus alcaldes y a sus consejos urbanos, cuya autoridad derivaba de la legislación de régimen local del país. Las elecciones locales se celebraban cada cuatro años en todas las ciudades del país y, en función de su población, tenían entre doce y cuarenta y seis concejales. El término de la ciudad podía incluir asentamientos de tipo urbano y pueblos, además de la propia ciudad. En general, su financiación procedía del raión al que pertenecían junto con otras fuentes de financiación local reconocidas por la ley.